# Quest for the Garden of Eden
Quest for the Garden of Eden is een videospel voor de platforms Commodore 64 en Commodore 128. Het spel werd uitgebracht in 1983. 